# Pere Casals i Lezcano
Pere Casals i Lezcano (Barcelona, 18 juni 1959) is een Catalaans politicus en lid van de partij Convergència Democràtica de Catalunya (CDC).

## Biografie
Voor hij in de politiek ging was hij actief in een firma die technologische apparatuur voor de zware industrie fabriceerde. Tegen het einde van de Spaanse democratische overgang in 1978 werd hij lid van Convergència Democràtica de Catalunya (CDC). Samen met Carles Puigdemont i Casamajó richtte hij in 1980 de jongerenbeweging Joventut Nacionalista de Catalunya (JNC) op, en werd de eerste voorzitter voor de afdeling voor de streek van Girona (1980-1985). Van 1981 tot 1984 was hij kabinetschef van de afgevaardigde van de Catalaanse regering, de Generalitat de Catalunya voor de provincie Girona. Hij was ook lid van het Congrés de Cultura Catalana en lid van de jeugdraad van de stad Girona van 1982 tot 1984.
Hij werd verkozen als afgevaardigde voor de kieskring Girona voor het Catalaans Parlement in de tweede (1984-1988) en derde (1988-1992) legislatuur na het einde van de franquistische dictatuur. Van 1984 tot 1992 was hij secretaris van de Commissie Economie en Financiën van het parlement, verantwoordelijke voor de gemeentepolitiek van CDC in Girona, nationaal verantwoordelijke voor de jeugdafdeling en lid van het nationaal bureau van de partij.
Hij is actief lid van diverse Europeesgezinde verenigingen en bewegingen, met het oog op de integratie van nieuwe staten in de Europese Unie. In 1992 heeft hij de actieve politiek verlaten werkt nu als gedelegeerd bestuurder voor Middle Europe United Exhibitions, een firma die ondernemingen en instellingen adviseert op het vlak van tentoonstellingen en museografie.